# Clase Barroso
La Clase Barroso es una clase de corbetas de la Armada de Brasil basada en la Clase Inhaúma. El casco fue botado en 2002 y entró en servicio en 2008.

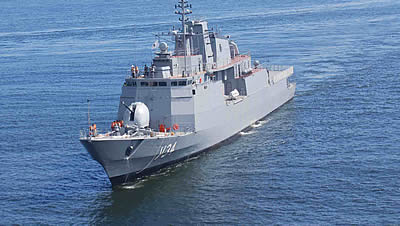
Cv Barroso (V-34) C

En comparación con la clase anterior, se actualizó el sistema de armas y la electrónica de a bordo y se mejoraron las cualidades marinas del proyecto Inhaúma, que tienen un problema de estabilidad y embarque en agua en mar agitado, por lo que se remodeló la proa, siendo más grande y más alta. y el alcance de la cubierta se ha ampliado para facilitar las operaciones de helicópteros.

### Características
- Desplazamiento (toneladas): 1.785-padrão / 2.350-plena carga
- Dimensiones (metros): 103,4 x 11,4 x 5,3
- Tripulación: 160
- Velocidad: 29 nudos
- Constructor: Arsenal de Marinha do Rio de Janeiro
- Armamento:
  - EXOCET MM-40 Block II ou MM-40 Block III
  - 2 lanzadores de torpedos antisubmarinos Mk.32
  - 1 cañón de 114,3mm L55 Mk 8
  - 1 cañón Trinity Mk 3 40mm
  - Helicóptero AH-11A Lynx o UH-12/13 Esquilo